# Bruksdammen (Nås socken, Dalarna)
Bruksdammen är en sjö i Vansbro kommun i Dalarna och ingår i Dalälvens huvudavrinningsområde. Sjöns area är 0,08 kvadratkilometer och den är belägen 0 meter över havet.